# Split-screen

Captură de ecran din jocul video Need for Speed III Hot Pursuit, în modul Split-screen vertical.

Split-screen este un mod de a juca jocurile video, în care se pot juca simultan două sau patru persoane, cu controale diferite la tastatură, de obicei fară maus, iar afișajul monitorului este împărțit în sectoare, câte unul pentru fiecare jucător.

O varietate de metode de Split-screen.